# Pirminius

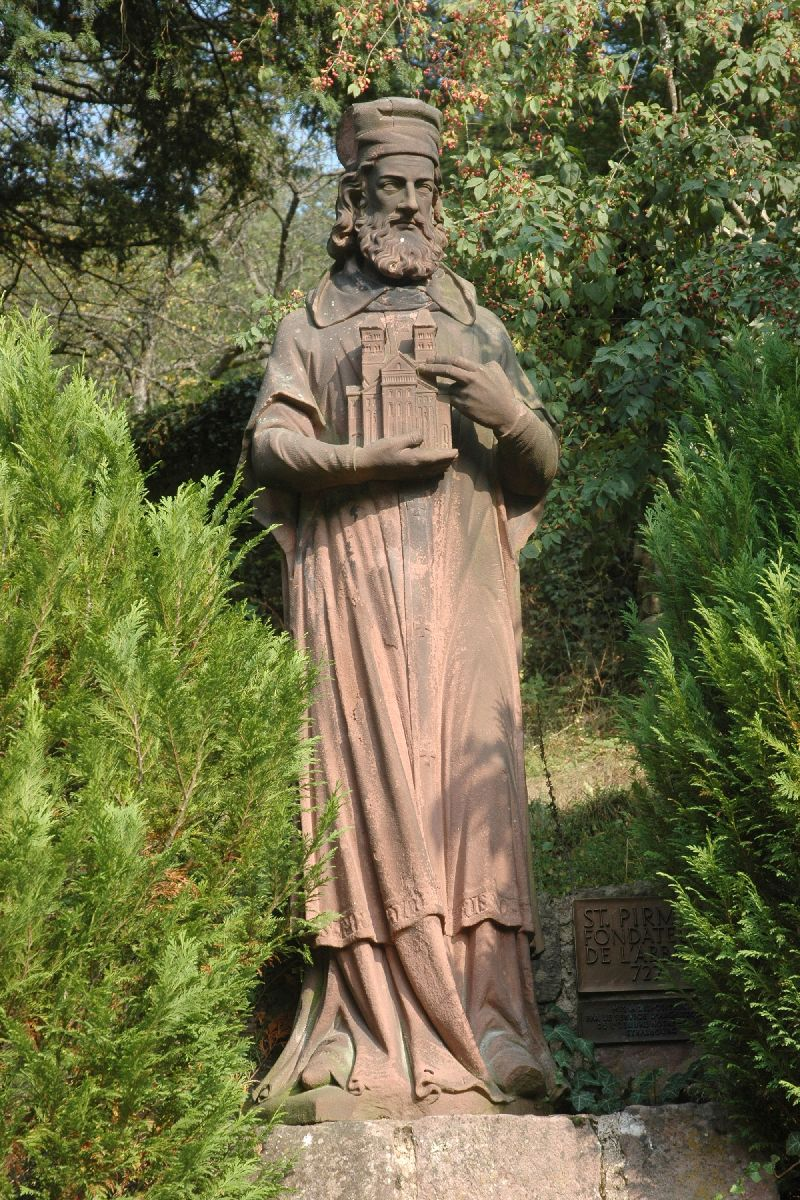
Standbeeld van Pirminius bij het klooster Murbach in de Elzas

De heilige Pirmin (ca. 670 - Hornbach 753), ook genaamd Pirminius, was een monnik, sterk beïnvloed door het Keltische christendom en waarschijnlijk afkomstig uit de omgeving van Narbonne, mogelijk van Visigotische afkomst.
In 717 moest hij vluchten voor de inval van de moslims in Septimanië.
In de Duitse stad Pirmasens (Rijnland-Palts), die haar naam aan hem dankt, staat een aan Pirminius gewijde kerk. Daar worden in een reliekschrijn delen van Pirminius' schedel bewaard.

## Zijn activiteiten als kloosterling
Vanaf 718 was hij te Antwerpen abt van het klooster Quortolodora. Samen met zijn leerlingen werden zij de bedienaars van de burchtkapel, gelegen binnen de omwalling van Het Steen. Later werd dit de Sint-Walburgiskerk.
Na enkele jaren werd hij door de plaatselijke heer Rohingus overgeplaatst naar zijn landgoed te Thommen, bij Sankt Vith in de Ardennen.
Daarna hielp hij bij de heropbouw van de Abdij van Disentis in Zwitserland. 
Hij stichtte de Abdij Mittelzell op het eiland Reichenau, waar hij in 724 door Karel Martel benoemd werd tot abt.
Hertog Theudebald verdreef in 727 Pirminius uit haat voor Karel Martel. Hij werd hij verbannen naar de Elzas, waar hij tussen 725 en 742 de volgende abdijen sticht of een nieuwe impuls geeft:
- Abdij Schuttern in Friesenheim (Baden)
- Abdij Murbach
- Amorbach
- Wissembourg (Weissenburg)
- Maursmünster of Marmoutier
- Neuweiler
- Herbitzheim
- Hornbach

In 753 stierf hij in de abdij te Hornbach.

## Zijn teksten
Er is van hem een tekst bewaard gebleven: Der heilige Pirmin und sein Pastoralbüchlein, eingeleitet und ins deutsche übertragen von Ursmar Engelmann, uitgegeven door Jan Thorbecke Verlag KG, Sigmaringen 1959. Deze tekst bevat de eerste schriftelijke weergave van de apostolische geloofsbelijdenis.